# August Lanner

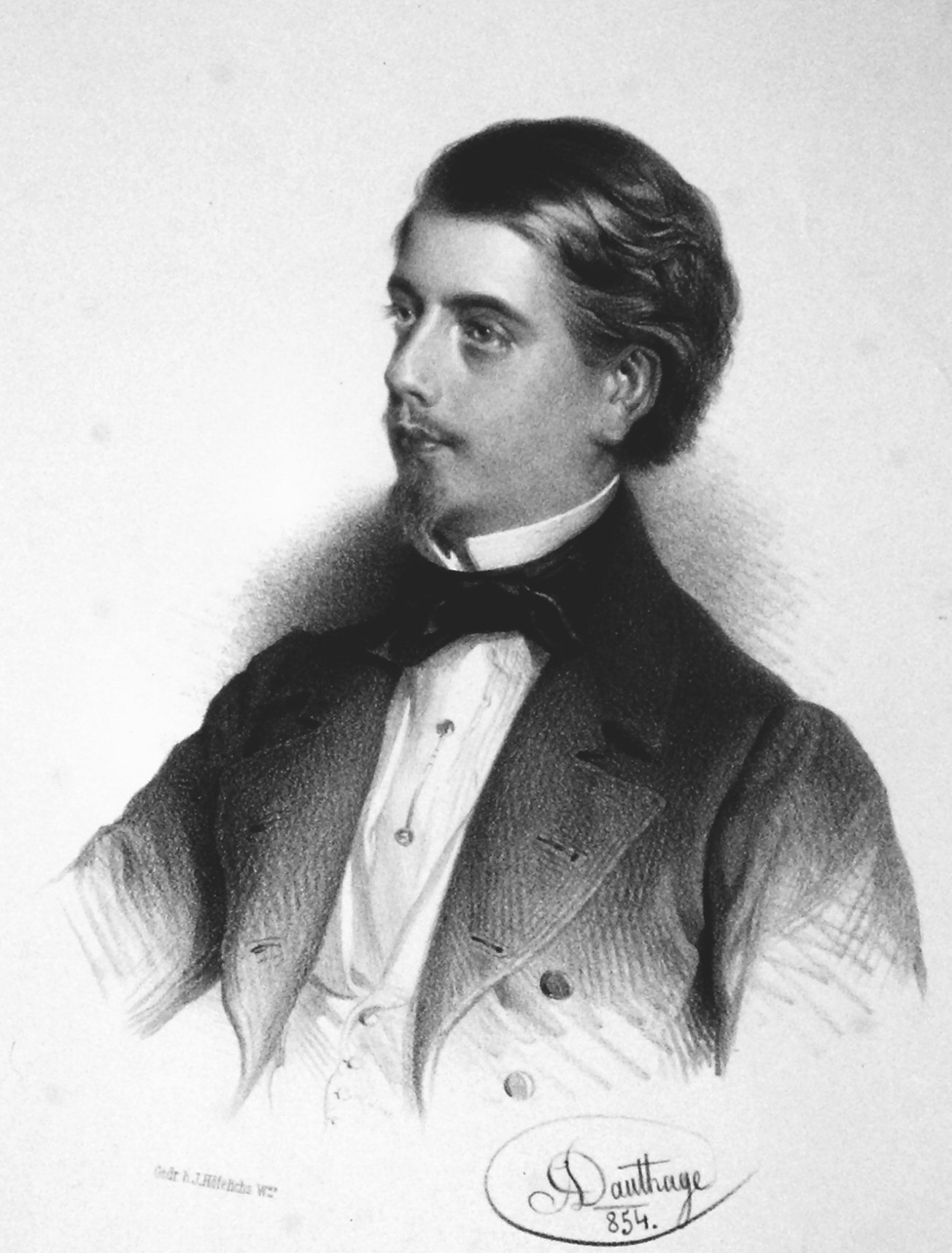
August Lanner, Lithographie von Adolf Dauthage, 1854

August Lanner (* 23. Januar 1835 in Wien; † 27. September 1855 ebenda) war ein österreichischer Komponist, Violinist und Musikdirektor.

## Leben
August Lanner war der Sohn des Komponisten Joseph Lanner. Er besuchte die St. Anna-Schule, ohne hier eine besondere musikalische Ausbildung zu erhalten. Sein frühester Musikunterricht in Harmonielehre wurde ihm vom Kapellmeister Josef Strebinger erteilt. Später bekam er Unterweisungen in Kompositionslehre durch den Wiener Komponisten Joseph Hellmesberger senior sowie Professor Joseph Mayseder. Unter seinen ersten kompositorischen Bemühungen ist ein nicht erhaltener Walzer.
Nach dem vorzeitigen Tod des Vaters im Jahr 1843 dirigierte August seines Vaters Orchester im Alter von erst acht Jahren im „Bräuhausgarten in Fünfhaus“ vor etwa 2.000 Besuchern. Er hatte sein Debüt im Jahr 1853, lebte aber nur noch zwei Jahre, als er zwanzigjährig an einer Lungenkrankheit starb. In seiner kurzen Karriere komponierte August Lanner etwa 30 Tanzstücke.

## Werke (Auswahl)
- D’ersten Gedanken op. 1, Walzer[1]
- Amalien-Polka op. 14, für Orchester[1]